# Liste der buddhistischen Tempel und Klöster
Die Liste der buddhistischen Tempel und Klöster enthält buddhistische Stätten in vielen Teilen der Welt. Sie ist nach heutigen Staaten geordnet.
Die Liste ist nicht vollständig.

## Afrika

### Südafrika
| Name           | Land      | Ort              | Anmerkungen                                                       |
| -------------- | --------- | ---------------- | ----------------------------------------------------------------- |
| Nan Hua Temple | Südafrika | Bronkhorstspruit | Größter Tempel in Afrika; 2005 eröffnet; gehört zur Fo Guang Shan |

## Amerika

### Kanada
| Name                          | Ort      | Bundesstaat      | Anmerkungen |
| ----------------------------- | -------- | ---------------- | --- |
| International Buddhist Temple | Richmond | British Columbia | 1986 vollendeter chinesischer, traditionsübergreifender Tempel, unterhalten von der International Buddhist Society |

### Vereinigte Staaten von Amerika
| Name                          | Ort              | Bundesstaat  | Anmerkungen |
| ----------------------------- | ---------------- | ------------ | --- |
| Abhayagiri Buddhist Monastery | Redwood Valley   | Kalifornien  | von Anhängern Ajahn Chahs gegründetes Theravada-Kloster |
| Byodo-In Temple               | Oʻahu            | Hawaii       | 1968 errichtete Replik des Byōdō-in in Japan |
| City of Ten Thousand Buddhas  | Talmage          | Kalifornien  | Grundstück 1974 von der Dharma Realm Buddhist Association gekauft; 1976 von Hsuan Hua eingeweiht                                                                              |
| Hsi Lai Temple                | Hacienda Heights | Kalifornien  | größter Tempelkomplex in der sogenannten westlichen Welt; 1988 eingeweiht; gehört zur Fo Guang Shan in der Chan-Tradition des Linji Yixuan                                    |
| Karma Triyana Dharmachakra    | Woodstock        | New York     | Residenz von Urgyen Trinley Dorje in Nordamerika |
| Mount Baldy Zen Center        | Mount Baldy      | Kalifornien  | Hauptquartier der Rinzai-ji Zen Schule in den Vereinigten Staaten; 1971 von Kyozan Joshu Sasaki gegründet.                                                                    |
| Providence Zen Center         | Cumberland       | Rhode Island | Hauptquartier der Kwan Um Zen Schule in den Vereinigten Staaten; 1972 von Seung Sahn begründet                                                                                |
| Rochester Zen Center          | Rochester        | New York     | 1966 von Philip Kapleau begründet; zur Zen-Tradition der Sanbō Kyōdan gehörend                                                                                                |
| San Francisco Zen Center      | San Francisco    | Kalifornien  | bestehend aus drei Tempeln, neben dem in San Francisco noch je einer im Monterey County und im Marin County; 1962 von Suzuki Shunryū begründet; in der Tradition der Sōtō-shū |

## Asien

### Bangladesh
| Name     | Ort         | Provinz            | Anmerkung                    |
| -------- | ----------- | ------------------ | ---------------------------- |
| Paharpur | Bangladesch | Naogaon (Distrikt) | Ruine; UNESCO-Weltkulturerbe |

### Bhutan
Siehe: Liste buddhistischer Klöster in Bhutan

### China
| Name                           | Ort                      | Verwaltungsgebiet      | Anmerkungen |
| ------------------------------ | ------------------------ | ---------------------- | --- |
| Ayuwang-Tempel                 | Ningbo                   | Zhejiang               | Auch „Ashoka-Tempel“ |
| Tempel der Azurblauen Wolken   | Nähe von Haidian         | Peking                 | „Biyun-Tempel“ |
| Baiju-Kloster                  | Gyangzê                  | Autonomes Gebiet Tibet | In der Ming-Dynastie begründet; auf der Liste der Denkmäler der Volksrepublik China (Tibet) |
| Baiyanggou-Kloster             | Kumul                    | Xinjiang               | Gegenwärtig nur noch eine Ruine |
| Bamna-Kloster                  | Nagqu                    | Autonomes Gebiet Tibet | In der Ming-Dynastie begründet; auf der Denkmalliste der Volksrepublik China für das Gebiet Tibet |
| Bingling-Tempel                | Lanzhou                  | Gansu                  | Höhlentempel aus der Jin-Dynastie (265–420) |
| Changzhug                      | Regierungsbezirk Shannan | Autonomes Gebiet Tibet | eines der ältesten tibetischen buddhistischen Klöster, gegründet im 8. Jahrhundert |
| Drak Yerpa                     | Kreis Dagzê              | Autonomes Gebiet Tibet | Höhlentempel, gegründet im 7. Jahrhundert |
| Chongsheng-Tempel              | Autonomer Bezirk Dali    | Yunnan                 | Berühmt für seine drei Pagoden |
| Dafosi-Grotten                 | Kreis Bin                | Shaanxi                | Höhlentempel |
| Daxiangshan-Grotten            | Kreis Gangu              | Gansu                  | Höhlentempel |
| Donggar-Grotten                | Ngari                    | Autonomes Gebiet Tibet | Höhlentempel |
| Drepung                        | Nähe von Lhasa           | Autonomes Gebiet Tibet | Zur Gelug-Schule des tibetischen Buddhismus gehörend; im Jahr 1416 begründet und vor dem Potala-Palast Residenz des Dalai Lama                                                                                     |
| Dule-Tempel                    | Kreis Ji                 | Tianjin                | Gegründet in der Tang-Dynastie |
| Dunhuang-Grotten               | Nähe von Dunhuang        | Gansu                  | Sammelbezeichnung für verschiedene Höhlentempel-Komplexe |
| Kloster Dzongsar               | Kreis Dêgê               | Sichuan                | Kloster der Sakya-Schule |
| Famen Si                       | Famen                    | Shaanxi                | |
| Fayuan-Tempel                  | Xuanwu                   | Peking                 | Seit 1956 Sitz der Chinesischen Buddhistischen Akademie |
| Fengguo-Tempel                 | Jinzhou                  | Liaoning               | Begründet in der Liao-Dynastie |
| Fünf-Pagoden-Tempel            | Hohhot                   | Innere Mongolei        | „Wuta-Tempel“ |
| Gandain                        | Kreis Dagzê              | Autonomes Gebiet Tibet | Zur Gelug-Schule des tibetischen Buddhismus gehörend; im Jahr 1409 begründet |
| Gongxian-Grotten               | Gongyi                   | Henan                  | Höhlentempel, auch bekannt als Jingtu-Kloster |
| Guanghua-Tempel                | Putian                   | Fujian                 | Im Jahr 558 begründet |
| Guangyun-Tempel                | Lincang                  | Yunnan                 | Auch „Xuetangmian-Tempel“ |
| Hängendes Kloster              | Nähe von Hunyuan         | Shanxi                 | Im 6. Jahrhundert (Nördliche Wei-Dynastie) begründet |
| Huangze-Kloster                | Guangyuan                | Sichuan                | Berühmt für seine Felsskulpturen |
| Jadebuddha-Tempel              | Shanghai                 |                        | Im Jahr 1882 begründet |
| Jokhang                        | Lhasa                    | Autonomes Gebiet Tibet | Im Jahr 639 begründet |
| Kaiyuan-Tempel                 | Quanzhou                 | Fujian                 | Ursprünglich „Lianhua-Tempel“ |
| Karma Gompa                    |                          | Autonomes Gebiet Tibet | Aus dem 11. Jahrhundert stammend; Gründungskloster der Karma-Kagyü |
| Ksitigarbha-Tempel             | Kunming                  | Yunnan                 | Auch „Dizang-Tempel“; berühmt für seine Sutren-Säulen |
| Kumbum-Kloster                 | Kreis Huangzhong         | Qinghai                | Auch „Gumbum-Kloster“; tibetisch-buddhistisches Kloster aus der Zeit der Ming-Dynastie (1560) |
| Labrang                        | Kreis Xiahe              | Gansu                  | Im Jahr 1709 begründet; zur Gelug gehörend |
| Lingyan-Tempel                 | Wande, Nähe von Tai’an   | Shandong               | |
| Lingyin-Tempel                 | Nähe von Hangzhou        | Zhejiang               | Berühmt für die Feilaifeng-Felsskulpturen |
| Longshan-Tempel                | Taipeh                   | Taiwan                 | |
| Longxingsi                     | Nähe von Zhengding       | Hebei                  | Im Jahr 586 begründet |
| Maijishan-Grotten              | Nähe von Tianshui        | Gansu                  | Höhlentempel |
| Matisi-Grotten                 | Sunan                    | Gansu                  | Höhlentempel |
| Mei’an-Tempel                  | Zhaoqing                 | Guangdong              | |
| Menri                          | Namling                  | Autonomes Gebiet Tibet | Im Jahr 1072 begründet, zum Bön gehörend |
| Mo’er-Kloster                  | Boshikeranmu             | Xinjiang               | Bestand von der Han- bis in die Tang-Dynastie. |
| Mogao-Grotten                  | Dunhuang                 | Gansu                  | Höhlentempel |
| Nanhua-Tempel                  | Shaoguan                 | Guangdong              | Wichtiger Tempel des frühen Chan-Buddhismus |
| Piyang-Grotten                 | Ngari                    | Autonomes Gebiet Tibet | Höhlentempel |
| Potala-Palast                  | Lhasa                    | Autonomes Gebiet Tibet | Nach der Überlieferung des tibetischen Buddhismus Sitz des Bodhisattva Avalokitesvara im Reinen Land von Dewachen; ehemals Residenz des Dalai Lama, der seinen Gläubigen als Reinkarnation von Avalokitesvara gilt |
| Pu-Hsien-Tempel                | Kaohsiung                | Taiwan                 | Haupttempel der Fo Guang Shan |
| Qutan-Kloster                  | Haidong                  | Qinghai                | Auch „Drotsang Gonpa“; chinesisch-tibetischer Tempelkomplex |
| Ramoqê-Tempel                  | Lhasa                    | Autonomes Gebiet Tibet | Im 8. Jahrhundert begründet |
| Rawak Vihara                   | Kreis Lop                | Xinjiang               | Ruinen der buddhistischen Klosterstadt Rawak |
| Samding                        |                          | Autonomes Gebiet Tibet | Gegen Ende des 13. Jahrhunderts gegründet; war das einzige tibetische Kloster mit einem weiblichen reinkarnierten Abt (Samding Dorje Phagmo)                                                                       |
| Samye                          | Kreis Zhanang            | Autonomes Gebiet Tibet | um 775 begründet; älteste Klosteranlage Tibets |
| Senmusaimu-Grotten             | Kreis Kuqa               | Xinjiang               | Auch „Tausend-Buddha-Höhlen von Senmusaimu“; Höhlentempel |
| Sera                           | Lhasa                    | Autonomes Gebiet Tibet | Im Jahr 1419 begründet; zur Gelug gehörend |
| Shaolin                        |                          | Henan                  | ca. im Jahr 495 begründet; berühmt für seine Kampfkunst („Shaolin Quanfa“) sowie Qigong und gilt außerdem als die Geburtsstätte des historischen Chan-Buddhismus                                                   |
| Shikshin-Tausend-Buddha-Höhlen | Autonomer Kreis Yanqi    | Xinjiang               | Höhlentempel, überwiegend aus der Tang-Dynastie |
| Shizhongshan-Grotten           | Jianchuan                | Yunnan                 | Höhlentempel |
| Shuanglin-Tempel               | Nähe von Pingyao         | Shanxi                 | Begründet in der späten Nördlichen Wei-Dynastie; Teil des UNESCO-Weltkulturerbes von Pingyao |
| Surmang                        | Yushu                    | Qinghai                | Tibetischer Klosterkomplex |
| Tianlongshan-Grotten           | Taiyuan                  | Shanxi                 | über zwei Berge verstreute buddhistische Höhlentempel |
| Tiantishan-Grotten             | Wuwei                    | Gansu                  | Höhlentempel |
| Toding-Kloster                 | Kreis Zanda              | Autonomes Gebiet Tibet | Begründet in der Song-Dynastie; auf der Denkmalliste der Volksrepublik China für das Gebiet Tibet |
| Höhlentempel von Toyuq         | Regierungsbezirk Turfan  | Xinjiang               | |
| Tuoshan-Grotten                | Qingzhou                 | Shandong               | Höhlentempel |
| Tempel der Weißen Pagode       | Peking                   |                        | Baita-Tempel oder Miaoying-Tempel |
| Wanfotang-Grotten              | Kreis Yi                 | Liaoning               | Höhlentempel |
| Wudangzhao-Kloster             | Baotou                   | Innere Mongolei        | |
| Xalu                           | Xigazê                   | Autonomes Gebiet Tibet | Im Jahr 1040 begründet |
| Xiangtangshan-Grotten          | Handan                   | Hebei                  | Höhlentempel |
| Xumishan-Grotten               | In der Nähe von Guyuan   | Ningxia                | Höhlentempel |
| Yonghe-Tempel                  | Peking                   |                        | Im Jahr 1744 begründet |
| Yulin-Grotten                  | Kreis Guazhou            | Gansu                  | Höhlentempel, gehören zu den Dunhuang-Grotten |
| Yumbu Lagang                   | Kreis Nêdong             | Autonomes Gebiet Tibet | |
| Yungang-Grotten                | Nähe von Datong          | Shanxi                 | Höhlentempel |
| Yunju-Tempel                   | Nähe von Peking          |                        | |
| Yunya-Kloster                  | Kreis Zhuanglang         | Gansu                  | Berühmt für seine Höhlentempel |
| Zhatang-Kloster                | Chanang                  | Autonomes Gebiet Tibet | In der Song-Dynastie begründet; auf der Denkmalliste der Volksrepublik China für das Gebiet Tibet |
| Zhaxilhünbo                    | Xigazê                   | Autonomes Gebiet Tibet | Im Jahr 1447 von Gendünzhub begründet; Residenz des Penchen Lama |
| Zhigungtil                     | Kreis Maizhokunggar      | Autonomes Gebiet Tibet | Im Jahr 1179 begründet; zur Zhigung-Kagyü gehörend |
| Zhiti-Tempel                   | Ningde                   | Fujian                 | Im Jahr 971 begründet |

### Indien
| Name             | Ort               | Bundesstaat    | Anmerkungen |
| ---------------- | ----------------- | -------------- | --- |
| Mahabodhi-Tempel | Bodhgaya          | Bihar          | Der Überlieferung nach Ort der Erleuchtung von Siddharta Gautama                                                    |
| Nalanda          | Nähe von Bodhgaya | Bihar          | Vom 5. bis 12. Jahrhundert (islamische Eroberung Indiens) Tempel- und Klosterkomplex mit Universität und Bibliothek |
| Rumtek           | Nähe von Gangtok  | Sikkim         | Größtes Kloster des Bundesstaates Sikkim                                                                            |
|                  | Sanchi            | Madhya Pradesh | UNESCO-Weltkulturerbe                                                                                               |
| Thiksey          | Nähe von Leh      | Ladakh         | Im 15. Jahrhundert begründeter Gompa; zur Gelug gehörend                                                            |

- Liste buddhistischer Klöster in Arunachal Pradesh
- Liste buddhistischer Klöster in Himachal Pradesh
- Liste buddhistischer Klöster in Ladakh
- Liste buddhistischer Klöster in Sikkim

### Indonesien
| Name      | Ort        | Provinz | Anmerkung                                                                         |
| --------- | ---------- | ------- | --------------------------------------------------------------------------------- |
| Borobudur | Indonesien | Java    | eine der größten buddhistischen Tempelanlagen Südostasiens, UNESCO-Weltkulturerbe |

### Japan
Siehe: Liste buddhistischer Tempel und Klöster in Japan

### Kambodscha
| Name                | Ort                      | Provinz           | Anmerkung |
| ------------------- | ------------------------ | ----------------- | --- |
| Angkor Thom         | nördlich von Angkor Wat  | Siem Reap         | um 1200, kein Tempel, sondern eine Stadt – wenn auch in der Gesamtanlage einem Tempel vergleichbar; im Zentrum der Staatstempel Bayon (s. u.)                  |
| Angkor Wat          | nördlich von Siem Reap   | Siem Reap         | geweiht 1131, bekannteste Tempelanlage in der Region Angkor, nationales Symbol; ursprünglich vishnuistisch, wechselvolle hinduistisch-buddhistische Geschichte |
| Bakong              | nahe Roluos              | Siem Reap         | zweite Hälfte 9. und 12. Jh., Tempelpyramide, ursprünglich hinduistisch                                                                                        |
| Banteay Kdei        | am Östlichen Baray       | Siem Reap         | um 1200, großer Flachtempel |
| Banteay Prei        | am Nördlichen Baray      | Siem Reap         | um 1200, Tempelanlage |
| Banteay Thom        | nördlich von Angkor Thom | Siem Reap         | frühes 13. Jh., großer Tempel im Bayon-Stil |
| Bat Chum            | am Östlichen Baray       | Siam Reap         | geweiht 952, vielleicht der erste buddhistische Tempel im zentralen Angkorgebiet                                                                               |
| Banon               | 20 km von Battambang     | Battambang        | frühes 13. Jh., Tempelanlage der Bayon-Zeit |
| Banteay Chmar       | 60 km von Sisophon       | Banteay Meancheay | frühes 13. Jh., sehr komplexer Flachtempel, deutlich größer als Angkor Wat                                                                                     |
| Banteay Samré       | am Östlichen Baray       | Siem Reap         | erste Hälfte 12. Jh., Flachtempel, hinduistische und buddhistische Bilderwelt                                                                                  |
| Banteay Toap        | 50 km von Sisophon       | Banteay Meancheay | frühes 13. Jh., eindrucksvolle Tempelruine |
| Bayon               | in Angkor Thom           | Siam Reap         | frühes 13. Jh., Staatstempel mit berühmten Gesichtertürmen und Flachreliefs                                                                                    |
| Bei Ta Keo          | am Östlichen Baray       | Siem Reap         | um 1200, Hospitaltempel |
| Brah Thom           | auf dem Phnom Kulen      | Siem Reap         | etwa 15. Jh., naives Felsrelief eines liegenden Buddha |
| Chan Ta Ourm        | nördlich von Angkor Thom | Siem Reap         | frühes 13. Jh., kleiner Tempel der Bayon-Zeit |
| Krol Roméas         | auf dem Phnom Kulen      | Siem Reap         | um 1200, kleiner Flachtempel oberhalb eines Wasserfalls |
| Lolei               | nahe Roluos              | Siem Reap         | zweite Hälfte 9. Jh., Tempelinsel im Baray Indratataka, ursprünglich hinduistisch                                                                              |
| Mebon Phra Thkol    | 100 km von Siem Reap     | Preah Vihear      | um 1200, Inselanlage im Baray der Tempelstadt Preah Khan von Kampong Svay                                                                                      |
| Neak Pean           | im Nördlichen Baray      | Siam Reap         | spätes 12. Jh., künstliche Insel mit Prasat |
| Phnom Bakheng       | südlich von Angkor Thom  | Siem Reap         | spätes 9. Jh., Tempelpyramide auf dem gleichnamigen Berg, ursprünglich hinduistisch                                                                            |
| Prasat Chrung       | in Angkor Thom           | Siam Reap         | frühes 13. Jh., vier kleine Tempel in den Ecken der Stadtmauer                                                                                                 |
| Prasat Prei         | am Nördlichen Baray      | Siem Reap         | um 1200, Prasat |
| Preah Ang Choup     | auf dem Phnom Kulen      | Siem Reap         | etwa 16. Jh., Quellheiligtum mit Buddha-Relief |
| Preah Khan          | am Nördlichen Baray      | Siem Reap         | geweiht 1191, Ahnentempel, Zentrum einer Kloster- und Universitätsstadt                                                                                        |
| Preah Ko            | nahe Roluos              | Siem Reap         | zweite Hälfte 9. Jh., Ensemble von sechs Prasat, ursprünglich hinduistisch                                                                                     |
| Preah Palilay       | in Angkor Thom           | Siem Reap         | vielleicht frühes 12., eher aber 13. bis 14. Jh., Prasat |
| Preah Stung         | 100 km von Siem Reap     | Preah Vihear      | um 1200, Anlage in der Tempelstadt Preah Khan von Kampong Svay mit dem wohl ersten Gesichterturm                                                               |
| Roluos-Gruppe       | nahe Roluos              | Siem Reap         | 9. Jh., Sammelbezeichnung für drei Tempelbauten (Preah Ko, Bakong, Lolei) und zwei Tempelruinen (Prei Montí, Trapéang Phong), alle ursprünglich hinduistisch   |
| Ta Nei              | am Östlichen Baray       | Siem Reap         | um 1200, kleiner Flachtempel |
| Ta Prohm            | am Östlichen Baray       | Siem Reap         | geweiht 1186, Ahnentempel, Zentrum einer Kloster- und Universitätsstadt                                                                                        |
| Ta Prohm Kahl       | neben Angkor Wat         | Siem Reap         | geweiht 1186, Hospitaltempel |
| Ta Prohm Tonlé Bati | 40 km von Phnom Penh     | Takeo             | spätes 12. Jh., kleiner Flachtempel am Baray Tonlé Bati |
| Ta Som              | am Nördlichen Baray      | Siam Reap         | um 1200, großer Flachtempel |
| Ta Tuot             | in Angkor Thom           | Siem Reap         | vielleicht 14. Jh., Prasat |
| Tonlé Sngot         | nördlich von Angkor Thom | Siem Reap         | frühes 13. Jh., Prasat, ursprünglich vielleicht ein Hospitaltempel                                                                                             |
| Wat Nokor           | nahe Kampong Cham        | Kampong Cham      | um 1200, der bedeutendste Tempel im östlichen Kambodscha |
| Yeay Peau           | 40 km von Phnom Penh     | Takeo             | 12. Jh., Prasat am Baray Tonlé Bati |

Korea siehe Nordkorea und Südkorea

### Laos
| Name           | Ort  | Provinz   | Anmerkung                      |
| -------------- | ---- | --------- | ------------------------------ |
| Pha That Luang | Laos | Vientiane | Aus dem 16. Jahrhundert        |
| Wat Si Saket   | Laos | Vientiane | Aus dem frühen 19. Jahrhundert |

### Malaysia
| Name            | Ort      | Provinz                        | Anmerkung |
| --------------- | -------- | ------------------------------ | --------- |
| Ke-Lok-Tempel   | Malaysia | Air Itam, Nähe von George Town |           |
| Schlangentempel | Malaysia | Penang                         |           |

### Mongolei
| Name        | Ort      | Provinz    | Anmerkung                                                             |
| ----------- | -------- | ---------- | --------------------------------------------------------------------- |
| Erdene Dsuu | Mongolei | Charchorin | Im Jahr 1586 begründet; erstes buddhistisches Kloster in der Mongolei |

### Nordkorea
| Name     | Land      | Ort        | Anmerkungen                     |
| -------- | --------- | ---------- | ------------------------------- |
| An’guksa | Nordkorea | P’yŏngsŏng | „Tempel des friedlichen Landes“ |

### Sri Lanka
| Name                      | Ort                   | Provinz                  | Anmerkung                                                                           |
| ------------------------- | --------------------- | ------------------------ | ----------------------------------------------------------------------------------- |
| Kiri Vehera               | Kataragama            | Uva                      | Stupa                                                                               |
| Kelaniya Raja Maha Vihara | Kelaniya              | Westprovinz              |                                                                                     |
| Mihintale                 | Nähe von Anuradhapura | Nördliche Zentralprovinz | Eine der ältesten buddhistischen Anlagen auf Sri Lanka                              |
| Sri Dalada Maligawa       | Kandy                 | Zentralprovinz           | Beherbergt als Reliquie einen Zahn, angeblich ein Körperteil von Siddhartha Gautama |

### Südkorea
| Name         | Ort               | Provinz           | Anmerkungen |
| ------------ | ----------------- | ----------------- | --- |
| Baekyangsa   |                   | Jeollanam-do      | 632 in Baekje begründet; einer der 24 Haupttempel des Jogye-Ordens                                                                             |
| Beomeosa     | Busan             | Gyeongsangnam-do  | 678 begründet; früher zur Hwaom gehörend, gegenwärtig einer der 24 Haupttempel des Jogye-Ordens                                                |
| Beopjusa     |                   | Chungcheongbuk-do | 653 begründet; einer der 24 Haupttempel des Jogye-Ordens                                                                                       |
| Bongseonsa   | Namyangju         | Gyeonggi-do       | 969 begründet; einer der 24 Haupttempel des Jogye-Ordens                                                                                       |
| Bongeunsa    | Seoul             |                   | 794 begründet |
| Bongwonsa    | Seoul             |                   | 889 begründet; Haupttempel des Taego-Ordens |
| Bulguksa     | Nähe von Gyeongju | Gyeongsangbuk-do  | Bekannt für die dem Tempel angegliederte Seokguram-Grotte; UNESCO-Weltkulturerbe; einer der 24 Haupttempel des Jogye-Ordens                    |
| Bunhwangsa   | Gyeongju          | Gyeongsangbuk-do  | 634 begründet |
| Daeheungsa   |                   | Jeollanam-do      | Einer der 24 Haupttempel des Jogye-Ordens |
| Donghwasa    | Daegu             | Gyeongsangbuk-do  | 493 begründet; einer der 24 Haupttempel des Jogye-Ordens                                                                                       |
| Eunhaesa     | Yeongcheon        | Gyeongsangbuk-do  | 809 begründet; einer der 24 Haupttempel des Jogye-Ordens                                                                                       |
| Geumsansa    | Gimje             | Jeollabuk-do      | 599 begründet; einer der 24 Haupttempel des Jogye-Ordens                                                                                       |
| Gounsa       |                   | Gyeongsangbuk-do  | 681 begründet; einer der 24 Haupttempel des Jogye-Ordens. Im März 2025 durch einen Waldbrands zerstört, Teile gerettet.                        |
| Guinsa       | Nähe von Danyang  | Chungcheongbuk-do | 1945 begründet; Haupttempel der Cheontae |
| Gwaneumsa    | Jeju-si           | Jeju-do           | Einer der 24 Haupttempel des Jogye-Ordens |
| Haeinsa      | Nähe von Daegu    | Gyeongsangnam-do  | 802 begründet; einer der Sambosachal; Aufbewahrungsort des Tripitaka Koreana; UNESCO-Weltkulturerbe; einer der 24 Haupttempel des Jogye-Ordens |
| Hwaeomsa     |                   | Jeollanam-do      | 544 begründet; einer der 24 Haupttempel des Jogye-Ordens                                                                                       |
| Hwangnyongsa | Gyeongju          | Gyeongsangbuk-do  | 553 begründet; ehemaliger Tempel in Silla, gegenwärtige archäologische Ausgrabungsstätte                                                       |
| Jikjisa      | Gimcheon          | Gyeongsangbuk-do  | Einer der 24 Haupttempel des Jogye-Ordens |
| Jogyesa      | Seoul             |                   | 1395 begründet; erster der 24 Haupttempel des Jogye-Ordens                                                                                     |
| Magoksa      | Gongju            | Chungcheongnam-do | 640 begründet; einer der 24 Haupttempel des Jogye-Ordens                                                                                       |
| Mireuksa     | Iksan             | Jeollabuk-do      | Ehemaliger Tempel des Reiches Baekje, gegenwärtige archäologische Ausgrabungsstätte                                                            |
| Seonunsa     |                   | Jeollabuk-do      | Im 6. Jahrhundert begründet; einer der 24 Haupttempel des Jogye-Ordens                                                                         |
| Silleuksa    | Yeoju             | Gyeonggi-do       | 580 begründet |
| Sinheungsa   | Sokcho            | Gangwon-do        | Im 7. Jahrhundert begründet; einer der 24 Haupttempel des Jogye-Ordens                                                                         |
| Songgwangsa  | Suncheon          | Jeollanam-do      | Einer der Sambosachal und einer der 24 Haupttempel des Jogye-Ordens                                                                            |
| Ssanggyesa   |                   | Gyeongsangnam-do  | 722 begründet; einer der 24 Haupttempel des Jogye-Ordens                                                                                       |
| Sudeoksa     |                   | Chungcheongnam-do | Einer der 24 Haupttempel des Jogye-Ordens |
| Tongdosa     | Yangsan           | Gyeongsangnam-do  | 646 begründet; einer der Sambosachal; einer der 24 Haupttempel des Jogye-Ordens                                                                |
| Woljeongsa   |                   | Gangwon-do        | 643 begründet; einer der 24 Haupttempel des Jogye-Ordens                                                                                       |
| Yongjusa     | Hwaseong          | Gyeonggi-do       | 854 begründet; einer der 24 Haupttempel des Jogye-Ordens                                                                                       |

### Thailand
Siehe auch: Liste buddhistischer Tempel in Thailand
| Name                                     | Ort                  | Provinz          | Anmerkungen |
| ---------------------------------------- | -------------------- | ---------------- | --- |
| Phu Phek                                 | Na Hua Bo            | Sakon Nakhon     | Bergtempel-Ruine aus der Mitte des 11. Jahrhunderts                                                                        |
| Wat Arun                                 | Bangkok Yai          | Bangkok          | „Tempel der Morgenröte“, auch Wat Chaeng                                                                                   |
| Wat Benchamabophit                       | Dusit                | Bangkok          | auch „Marmor-Tempel“ |
| Wat Bot Mani Si Bunrueang                | Tak                  | Tak              | |
| Wat Bowonniwet                           | Phra Nakhon          | Bangkok          | Königlicher Tempel Erster Klasse, Zentrum des Thammayut Nikaya, Sitz der Buddhistischen Mahamakut-Universität              |
| Wat Chai Watthanaram                     | Ayutthaya            | Ayutthaya        | erbaut 1630 König Prasat Thong                                                                                             |
| Wat Chaiyo                               | Chaiyo               | Ang Thong        | |
| Wat Chalong                              | Phuket               | Phuket           | |
| Wat Chang Rop                            | Kamphaeng Phet       | Kamphaeng Phet   | |
| Wat Chang Rop                            | Sukhothai            | Sukhothai        | |
| Wat Chiang Man                           | Chiang Mai           | Chiang Mai       | |
| Wat Chulamani                            | Phitsanulok          | Phitsanulok      | |
| Wat Chumphon Khiri                       | Mae Sot              | Tak              | |
| Wat Hua Lamphong                         | Bang Rak             | Bangkok          | |
| Wat Khun Inthapramun                     | Pho Thong            | Ang Thong        | |
| Wat Lokayasutharam                       | Ayutthaya            | Ayutthaya        | |
| Wat Lum Mahachai Chumphon                | Rayong               | Rayong           | |
| Wat Mahathat (Bangkok)                   | Phra Nakhon          | Bangkok          | Wat Mahathat Yuwaratrangsarit, Königlicher Tempel Erster Klasse, Sitz der Mahachulalongkornrajavidyalaya-Universität       |
| Wat Mahathat Ayutthaya                   | Ayutthaya            | Ayutthaya        | erbaut (wahrscheinlich) 1374 im Stadtzentrum der alten siamesischen Hauptstadt Ayutthaya                                   |
| Wat Na Phra Men                          | Ayutthaya            | Ayutthaya        | Tempelanlage aus dem 13. Jahrhundert, wörtl.: Tempel gegenüber dem Kremationsplatz                                         |
| Wat Pa Luangta Maha Bua                  | Sai Yok              | Kanchanaburi     | buddhistischer „Wald-Tempel“, Touristenattraktion aufgrund der vielen Tiger auf dem Tempelgelände                          |
| Wat Pa Mok Worawihan                     | Pa Mok               | Ang Thong        | Königlicher Tempel Zweiter Klasse                                                                                          |
| Wat Pa Pradu                             | Rayong               | Rayong           | |
| Wat Pah Nanachat                         | Non Non              | Ubon Ratchathani | etwa: Kloster der vielen Länder, gegründet 1975 auf Initiative des ehrwürdigen Ajahn Chah                                  |
| Wat Nong Pa Phong                        | Non Phueng           | Ubon Ratchathani | Wat Nong Pa Phong , Waldkloster des ehrwürdigen Ajahn Chah                                                                 |
| Wat Pathum Wanaram                       | Pathum Wan           | Bangkok          | alte Tempelanlage inmitten von zahlreichen Einkaufszentren (Siam Paragon)                                                  |
| Wat Phailom                              | Sam Khok             | Pathum Thani     | |
| Wat Phanan Choeng                        | Ayutthaya            | Ayutthaya        | Königlicher Tempel Zweiter Klasse, einer der ältesten Tempel von Ayutthaya                                                 |
| Wat Pho                                  | Phra Nakhon          | Bangkok          | Wat Phra Chetuphon, Königlicher Tempel Erster Klasse, eine der Haupt-Touristenattraktionen Bangkoks                        |
| Wat Phra Kaeo                            | Phra Nakhon          | Bangkok          | Wat Phra Sri Rattana Satsadaram, Tempel des Königs im Großen Palast                                                        |
| Wat Phra Kaeo                            | Kamphaeng Phet       | Kamphaeng Phet   | |
| Wat Phra Phutthabat                      | Phra Phutthabat      | Saraburi         | etwa: Großer königlicher Tempel mit dem Fußabdruck des Buddha, Königlicher Tempel Erster Klasse                            |
| Wat Phra Ram                             | Ayutthaya            | Ayutthaya        | (wahrscheinlich) 1369 erbaut, inmitten der „Altstadt“ von Ayutthaya                                                        |
| Wat Phra Si Rattana Mahathat             | Phitsanulok          | Phitsanulok      | Königlicher Tempel Erster Klasse mit dem in ganz Thailand hochverehrten Buddha-Bildnis Phra Buddha Tschinnarat             |
| Wat Phra Sri Rattana Mahathat (Lop Buri) | Lop Buri             | Lop Buri         | Tempelruine in der Nähe des Palastes von König Narai                                                                       |
| Wat Phra Si Sanphet                      | Ayutthaya            | Ayutthaya        | königlicher Tempel auf dem Gelände des alten Königspalastes in Ayutthaya                                                   |
| Wat Phra That                            | Kamphaeng Phet       | Kamphaeng Phet   | |
| Wat Phra That Doi Chom Thong             | Chiang Rai           | Chiang Rai       | |
| Wat Phu Khao Thong (Ayutthaya)           | Ayutthaya            | Ayutthaya        | |
| Wat Phumin                               | Nan                  | Nan              | Tempel mit markanter Architektur und hervorragenden Wandmalereien aus dem 16. Jahrhundert                                  |
| Wat Phutthaisawan                        | Ayutthaya            | Ayutthaya        | |
| Wat Rakhang                              | Bangkok Noi          | Bangkok          | |
| Wat Ratcha-orasaram                      | Chom Thong           | Bangkok          | Königlicher Tempel Erster Klasse                                                                                           |
| Wat Ratchabopit                          | Phra Nakhon          | Bangkok          | Königlicher Tempel Erster Klasse                                                                                           |
| Wat Ratchaburana (Ayutthaya)             | Ayutthaya            | Ayutthaya        | |
| Wat Ratchaburana (Bangkok)               | Phra Nakhon          | Bangkok          | |
| Wat Ratchaburana (Phitsanulok)           | Phitsanulok          | Phitsanulok      | |
| Wat Saket                                | Pom Prap Sattru Phai | Bangkok          | auch: Golden Mount |
| Wat Suthat                               | Phra Nakhon          | Bangkok          | Königlicher Tempel Erster Klasse, Bangkoks größter Tempel, vor dem Tempel befindet sich die „Große Schaukel“ Sao Ching Cha |
| Wat Suwan Dararam                        | Ayutthaya            | Ayutthaya        | |
| Wat Suwannaram                           | Bangkok Noi          | Bangkok          | Bemerkenswerte Wandmalereien                                                                                               |
| Wat Thai Watthanaram                     | Mae Sot              | Tak              | |
| Wat Thepthidaram                         | Phra Nakhon          | Bangkok          | erbaut in den 1830er Jahren, mit Museum im ehemaligen Kuti des thailändischen Nationaldichters Sunthorn Phu                |
| Wat Traimit                              | Samphanthawong       | Bangkok          | auch Wat Trimit, bekannt durch seine 5,5 t schwere, massiv-goldene Buddhastatue                                            |
| Wat Yai Chai Mongkon                     | Ayutthaya            | Ayutthaya        | |

## Europa

### Deutschland
Siehe: Liste der buddhistischen Tempel und Klöster in Deutschland

### Österreich
| Name     | Ort       | Anmerkungen                          |
| -------- | --------- | ------------------------------------ |
| Letzehof | Feldkirch | buddhistisches Kloster in Österreich |

### Schweiz
| Name                     | Ort         | Anmerkungen                                              |
| ------------------------ | ----------- | -------------------------------------------------------- |
| Dhammapala               | Kandersteg  | Theravada-Kloster                                        |
| Wat Srinagarindravararam | Gretzenbach | Theravada-Kloster (Thai)                                 |
| Tibet-Institut Rikon     | Rikon       | Einziges tibetisch-buddhistisches Kloster in der Schweiz |

### Frankreich
| Name                       | Ort               | Anmerkungen                                                                |
| -------------------------- | ----------------- | -------------------------------------------------------------------------- |
| La Gendronnière            | Nähe von Blois    | Gegründet von Taisen Deshimaru; Zentrum der Association Zen Internationale |
| Plum Village               | Nähe von Bordeaux | gegründet von Thích Nhất Hạnh, Praxiszentrum des Intersein-Ordens          |
| Nalanda Monastery (France) | Nähe von Toulouse | tibetisch-buddhistisches Kloster in der Gelugpa-Tradition                  |

### Vereinigtes Königreich
Siehe: Liste buddhistischer Tempel und Klöster im Vereinigten Königreich

## Ozeanien
| Name                 | Land       | Ort        | Anmerkungen                                                                                      |
| -------------------- | ---------- | ---------- | ------------------------------------------------------------------------------------------------ |
| Bodhinyana Monastery | Australien | Serpentine | Theravada-Kloster, begründet durch Ajahn Brahm                                                   |
| Nan Tien temple      | Australien | Wollongong | Größter Tempelkomplex in der südlichen Hemisphäre; 1995 fertiggestellt; gehört zur Fo Guang Shan |